# シャルル・ボードレール
シャルル＝ピエール・ボードレール（フランス語: Charles-Pierre Baudelaire（発音例）、1821年4月9日 - 1867年8月31日）は、フランスの詩人、評論家である。
フランス近代詩、象徴主義の創始者。6歳で父と死別。翌年、母親が再婚したのを悩み、文学を志した。詩集『悪の華』は出版直後、風俗壊乱で起訴された。一方、芸術家たちは、その独創性と芸術的完成を「新しい戦慄の創造」と称えた。他に『パリの憂鬱』などがある。

## 生涯

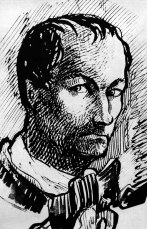
自画像

1821年4月9日、ジョゼフ・フランソワ・ボードレールの息子としてパリに生まれる。父ジョゼフはパリ大学で哲学と神学を学んだ司祭であったが、後に職を辞し、芸術家と交わるなど、芸術に深い関心を持っていた。第一帝政下で上院議長を務めた人物でもあった。晩婚のジョゼフはボードレールが6歳のときに亡くなり、その1年半後、母カロリーヌは、将来有望な軍人オーピックと再婚する。ボードレールは母の再婚に深く傷つき、生涯エディプス・コンプレックスたる鬱屈とした感情を抱えることになる。
ボードレールはリセ（中等教育機関）まで、養父オーピックの望みに適う優等生として努力していた。実際彼が通ったリセ・ルイ＝ル＝グランは、高等師範学校の合格者も多く排出するエリート校であった。同校では決して劣等生ではなく、しばしば成績の上位者にも入ったことがクロード・ピショワらの評伝によって確認されているが、リセ哲学級の最終学年で教員と問題を起こし、中退した。その後、別のリセでリセ卒業の認定を受け、パリ大学法学部に入学するが、法律を勉強した気配はなく、文学者になると称し、上昇志向の強い中流階級の家族を失望させる。なお、ボードレールは国立古文書学校の試験に失敗している。
ボードレールは20歳になると亡父の遺産を引き継ぎ、中流の家庭にとって身分不相応な散財を行う。財産を使い果たすことを恐れた親族らによって、1841年6月、ボードレールは半ば強制的に遠洋航海に出される。アフリカ南端の喜望峰を経由し、インド洋からアジアに向かうというものであったが、嫌気がさしたボードレールは途中で下船し、旅半ばで舞い戻ってくる。以後、晩年のベルギー旅行をのぞけば、彼が海外に足を伸ばすことはなかった。これはゴーティエやネルヴァルといった当時の文学者らの多くが旅行家であったことを考えると驚くべきことである。
ボードレールの詩作は、20代に大半が書かれたと言われる。しかし、彼が最初に文壇に登場したのは、1845年、官展（サロン）の美術批評家としてである。『1845年のサロン』から『1846年のサロン』にかけて、彼は、ロマン主義画家のドラクロワを、新古典派からの攻撃に対して擁護する。尤も「擁護」という表現は必ずしも事実ではない。厳密に言えば、その当時すでにロマン派と新古典派の対立は下火になっていたのであり、ドラクロワはアングルと並ぶ巨匠と見なされていた。近年の研究者らはボードレールがドラクロワに庇護してもらうことを期待したのではないかとみている。以後、美術評論は『1855年の万国博覧会』『1859年のサロン』と続くが、最大の功績はコンスタンタン・ギースを論じた『現代生活の画家』において「モデルニテ」の概念を提唱したことである。ボードレール以前にも詩人が美術評論を書くということは間々あったが、彼の美術評論は後年の詩人らに影響を与え「詩人による美術批評」はラフォルグ、アポリネールへの系譜と連るとみなされる。またエドガー・アラン・ポーを翻訳、フランスに紹介した。
ダンディとして知られ、亡父の遺産をもとに散財の限りを尽くし、準禁治産者の扱いを受け、死ぬまで貧窮に苦しむこととなる。
ルイ・オーギュスト・ブランキの中央共和派協会に入会し、二月革命には赤いネクタイを巻いて参加。レアリスト画家クールベらと友好を結び、プルードンと会う。
生前発表した唯一の詩集『悪の華』が摘発され、そのうちの6編が公序良俗に反するとして罰金刑を受ける。後に第2版を増補版として出版し、詩人としての地位を確立した。その卑猥的、耽美的、背教的な内容は、後の世代に絶大な影響を与えることとなる。特に現実と理想の溝から生じる、作品に溢れる絶望感と倦怠は、一種の退廃的な時代の病を表徴している。
韻文詩集発表後、彼は散文詩と呼ばれるジャンルに新たな詩的可能性を目指し、執筆を続ける。生前は作品集としては陽の目を見なかったものの、後に『パリの憂鬱』（『小散文詩』）として出版された。いまなお多くの示唆にあふれる内容となっている。

## 評価
ボードレールは詩という文学空間の可能性を最も早い時期に提示した詩人であり、彼の後に続くランボー、ヴェルレーヌ、そしてマラルメらに決定的な影響を与えたことから「近代詩の父」と称される。また、批評活動でも優れた功績を残している。特に『現代生活の画家』（Le Peintre de la vie moderne）の中で展開されるモデルニテ（modernité 近代性、現代性）の理論は19世紀フランスのキータームであり、彼以降の詩人たちは、それぞれのモデルニテを探ることとなる。

## 年譜

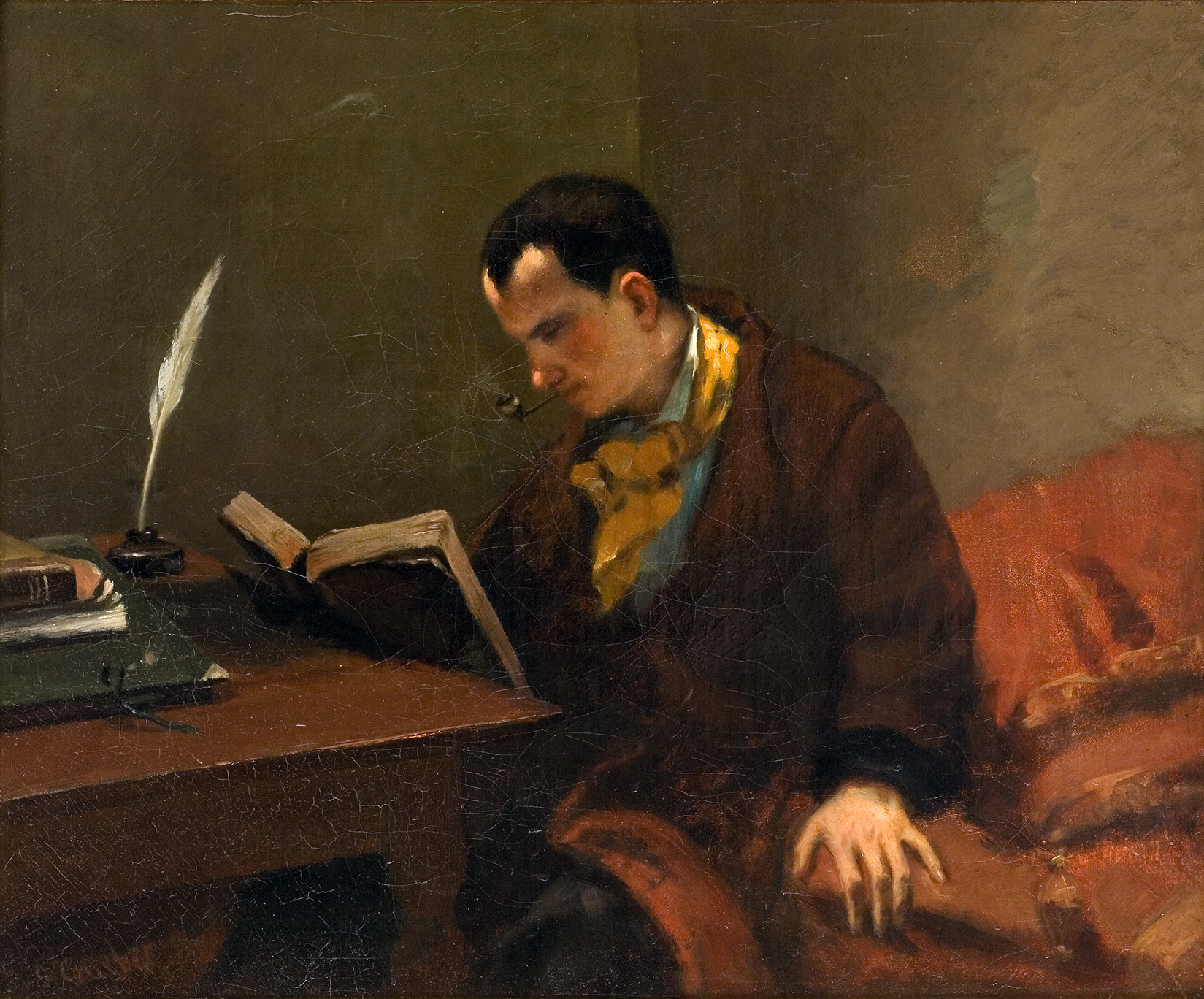
1848年の肖像画(ギュスターヴ・クールベ)

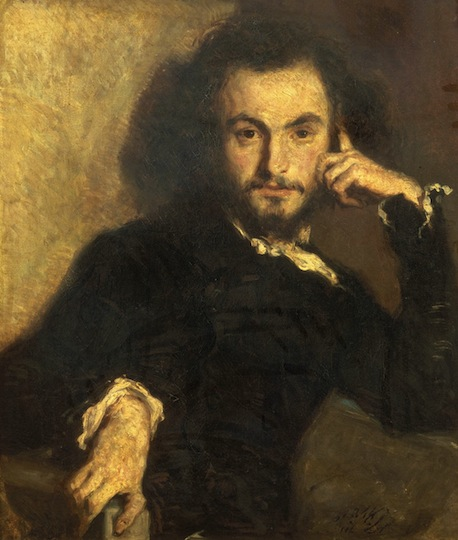
肖像画(エミール・デロイ)

- 1821年4月9日、パリに生まれる。父は、ジョセフ・フランソワ・ボードレール（Joseph François Baudelaire）（1759-1827）、母は、カロリーヌ・アルシャンボー＝デュフェー（Caroline Archimbaut-Dufays）（1793-1871）。父方は富裕な農家。この年、ナポレオン・ボナパルト死亡。
- 1827年（6歳）、父フランソワ死亡。
- 1828年（7歳）、母が陸軍軍人と再婚。シャルルはこの義父を嫌う。3人は間もなくリヨンに移り住み、シャルルはドローム私塾（Pension Delorme）からロワイヤル中学（Collège Royal）に進む。
- 1836年（15歳）、一家はパリに戻り、シャルルはリセ・ルイ＝ル＝グランに転校する。
- 1839年（18歳）、リセ・ルイ＝ル＝グランから放校される。大学入学資格試験（baccalauréat）に合格する。
- 1839年-1841年、パンテオン近くのバイイ私塾（Pension Bailly）に入れられる。オクターヴ・フイエ、ネルヴァル、シャルル＝マリ＝ルネ・ルコント・ド・リールらを知る。文芸新聞に寄稿する。バルザックの門をたたく。
- 1841年4月（20歳）、シャルルの行状を案じた義父により、インド行きの船に乗せられる。
- 1842年2月（21歳）、モーリシャス島からパリに逃げ戻る。乗船中に詩作する（のち「悪の華」に収録）。4月、成年に達し、亡父の遺産を分与され、転居を繰り返した後、サン・ルイ島のオテル・ピモダン（Hôtel Pimodan）に落ち着く。以後二年間に、後に『悪の華』へ収録される詩編の大半を綴る。ヴィクトル・ユーゴー、サント・ブーヴ、テオフィル・ゴーティエを知る。黒人混血女ジャンヌ・デュヴァル（Jeanne Duval）と関係を持つ。
- 1844年（23歳）、禁治産者として弁護士の監視下に置かれ、売文の必要に迫られる。
- 1845年（24歳）、この頃自殺未遂を起こす。美術批評、文芸批評の筆を執る。
- 1846年（25歳）、批評家として名を高める。この頃からエドガー・アラン・ポーに打ち込む。
- 1847年（26歳）、シャルル・ドゥファイスの筆名で『ラ・ファンファルロ』を発表。
- 1848年（27歳）、政治熱にかられる。ポーの翻訳を続ける。この年、二月革命が起こり、ナポレオン・ボナパルトの甥シャルル・ルイ＝ナポレオンが大統領になる。
- 1851年（30歳）、政治熱が冷める。
- 1852年（31歳）、年末以降、サバティエ夫人（Madame Sabatier）の文学サロンに出入りし、彼女に数篇の詩を捧げる。この年、シャルル・ルイ＝ナポレオンがナポレオン3世として皇帝に即位する。
- 1853年（32歳）、「玩具のモラル（Morale du joujou）」、「笑いの本質について（De l'essence du rire)」を書く。後者の論考は、昨今の笑いについての哲学において使われる「有意義的滑稽」と「絶対的滑稽」という言葉を提唱したものである。
- 1855年（34歳）、ドラクロワ賛美の美術評論を書き、また、詩篇十八を発表して、初めて詩人と認められる。
- 1857年（36歳）、詩集『悪の華』を出版する。これはゴーティエに捧げられている。治安裁判で六篇を削除され、罰金を科される。散文詩六篇を発表し、サント・ブーヴに激賞される。義父が没し、母カロリーヌと関係が修復。
- 1858年（37歳）、『人工楽園』（Les paradis artificiels）第一部を公表する。
- 1859年（38歳）、評論活動を続ける。

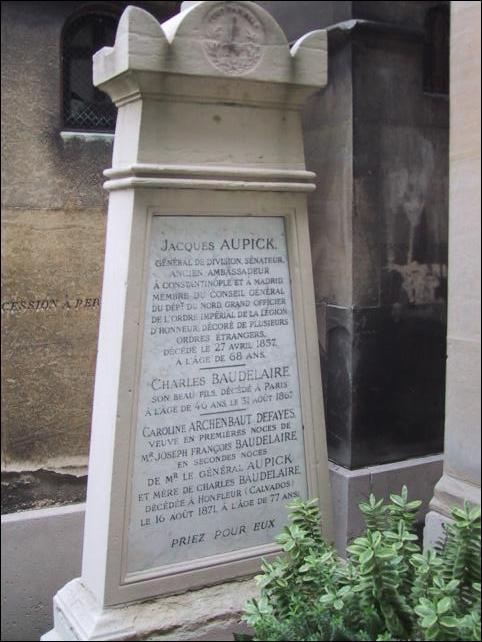
墓碑　義父、シャルル、母カロリーヌの順に、生没年月日を刻んでいる。

- 1861年（40歳）、35篇を追加した『悪の華』第二版を出版する。アカデミー・フランセーズの会員になろうとして諦め、世評を損ねる。
- 1863年（42歳）、梅毒による体の不調に悩み始める。
- 1864年（43歳）、負債に追われて4月末にパリからブリュッセルへ逃れる。時折母カロリーヌや後見人を訪れ、金を無心する。
- 1865年（44歳）、ブリュッセルから痛烈な論陣を張る。夏に帰国して母を見舞い、旧友等と款語する。散文詩集『パリの憂鬱』（Petits poèmes en prose, Spleen de Paris）を書き進めるが、病勢進む。
- 1866年（45歳）、3月、ブリュッセル南東のナミュール（Namur）に遊んで倒れる。脳神経の変調が現れ、言葉を失い、ブリュッセルの病院に収容される。7月初、母カロリーヌに付き添われてパリに転院する。
- 1867年（46歳）、8月31日、病没。9月2日葬儀、モンパルナス墓地に葬られる。
- 1869年、散文詩集『パリの憂鬱』が出版される。

## 主な作品

### 詩・散文
- 『悪の華』"Les Fleurs du mal"
  - 初版（1857年）：詩101篇を収録。うち6篇（禁断詩篇）が風紀紊乱の咎で有罪判決を受け、削除を命ぜられる。
  - 第二版（1861年）：禁断詩篇6篇を除き、代わりに35篇を増補したほかに配列も変更し、全127篇を収録。現在は主にこの第二版を『悪の華』の底本として取り扱う。
  - 第三版（1869年）：死後に刊行された決定版全集の第一巻。第二版以降に発表された詩篇（『漂着物』と題して1866年に刊行）を含め152編を収録。
- 『パリの憂鬱』"Le Spleen de Paris"（1869年、副題に『小散文詩』）：決定版全集第四巻に、生前は単行本化されなかった散文詩50篇を収録。
- 『人工楽園』"Les Paradis artificiels"：アヘン体験を記した散文作品。
  - 「ハシッシュの詩」"Le Poème du haschisch"（1858年）
  - 「阿片吸引者」"Un Mangeur d'opium"（1860年）
  - 「酒とハシッシュの比較」"Du vin et du haschisch"（1851年）：単行本は上記2編を収録したものだが、決定版全集において追加された。
- 『ラ・ファンファルロ』"La Fanfarlo"（1847年）：ボードレール唯一の小説。
- 『火箭』、『赤裸の心』：生前未発表のアフォリズム集。

### 美術批評・音楽批評
- 「1845年のサロン」
- 「1846年のサロン」
- 「笑いの本質について」
- 「1855年の万国博覧会、美術」
- 「1859年のサロン現代生活の画家」
- 「ウージェーヌ・ドラクロアの作品と生涯」
- 「リヒャルト・ヴァーグナーと『タンホイザー』のパリ公演」

### 文芸批評
- 「エドガー・ポー、その生涯と作品」
- 「エドガー・ポーに関する新たな覚書」
- 「テオフィル・ゴーティエ」
- 「わが同時代人の数人についての省察」
- 「フローベル 『ボヴァリー夫人』書評」
- 「ヴィクトール・ユゴー 『レ・ミゼラブル』書評」

## 主な日本語訳
- 『ボードレール全詩集』（阿部良雄訳、ちくま文庫 全2巻、1998年）
「〈Ⅰ〉悪の華」ISBN 978-4480033918、「Ⅱ 小散文詩 パリの憂鬱、人工天国、ラ・ファンファルロ」ISBN 978-4480033925
- 『ボードレール批評』（阿部良雄訳、ちくま学芸文庫 全4巻、1999年）
  - 元版『ボードレール全集』（阿部良雄訳、筑摩書房 全6巻、1983-93年）
- 『悪の華』（鈴木信太郎訳、岩波文庫、1961年、改版2008年） ISBN 978-4003253717
- 『悪の華』（堀口大學訳、白水社／新潮文庫、再改版2002年）
  - 抜粋『ボードレール詩集』（新潮文庫、再改版2008年）
- 『悪の華』（齋藤磯雄訳、三笠書房／改訳・創元選書、1984年）。元版「全詩集」（東京創元社、1979年）。他に「巴里の憂鬱」
- 『悪の華』（福永武彦訳、平凡社<世界名詩集>、1968年）- 他に「全集1」人文書院、1963年、「パリの～」も担当
- 『悪の華』（安藤元雄訳、集英社、1983年／集英社文庫、1991年） ISBN 978-4087601978
- 『悪の花』（杉本秀太郎訳、彌生書房、1998年）
- 『巴里の憂鬱』（高橋廣江訳、青郊社、1928年）
- 『巴里の憂鬱』（三好達治訳、新潮文庫、1951年）。再改版2008年
- 『パリの憂愁』（福永武彦訳、岩波文庫、1966年）。改版2008年
- 『パリの憂鬱』（松井美知子訳注、大学書林、2002年）。対訳
- 『パリの憂鬱』（渡辺邦彦訳・解説、みすず書房<大人の本棚>、2006年）
- 『パリの憂愁　小散文詩』（山田兼士訳・解説、思潮社、2018年）
- 『パリの憂鬱　小散文詩』（荻原足穂訳、牧歌舎、2021年）
- 『ボードレール詩集』（粟津則雄編訳、思潮社<海外詩文庫>、1993年）
- 『ボードレール全集』（福永武彦編、人文書院 全4巻、1963-64年）、訳者は矢内原伊作・安東次男・中村真一郎ほか多数
- 『海潮音』（上田敏訳（『悪の華』より抜粋）、本郷書院、1905年）。岩波文庫、新潮文庫ほかで再刊
- 『珊瑚集』（永井荷風訳（抜粋）、籾山書店、1913年）。岩波文庫ほかで再刊

## 作家論・評伝
- テオフィル・ゴーティエ『ボードレール』（井村実名子訳、国書刊行会、2011年）-「悪の華」序文[2]の新訳版
- ヴァルター・ベンヤミン『パリ論／ボードレール論集成』（浅井健二郎編／久保哲司・土合文夫訳、ちくま学芸文庫、2015年）
  - 『パサージュ論2 ボードレールのパリ』[3]（今村仁司ほか訳、新版・岩波文庫、2021年、解説横張誠[4]）- 断章での作家論
- 阿部良雄『シャルル・ボードレール 現代性の成立』（河出書房新社、1995年）
  - 『群衆の中の芸術家　ボードレールと十九世紀フランス絵画』 中公文庫／新版・ちくま学芸文庫
- 小倉康寛 『ボードレールの自己演出　『悪の花』における女と彫刻と自意識』（みすず書房、2019年）
- 河盛好蔵 『パリの憂愁　ボードレールとその時代』（河出書房新社、新版1991年）- 各・評伝の大著
- アンリ・トロワイヤ 『ボードレール伝』（沓掛良彦・中島淑恵訳、水声社、2003年）
- クロード・ピショワ／ジャン・ジーグレール 『シャルル・ボードレール』（渡辺邦彦訳、作品社、2003年）

## 関連人物
- ヴィリエ・ド・リラダン
- ジョゼフ・ド・メーストル
- 西脇順三郎 - 『ボードレールと私』（新編・講談社文芸文庫）
- 中原中也 - 小林秀雄・河上徹太郎
- 出口裕弘 - 『ボードレール』（小沢書店）
- 岩切正一郎 -『さなぎとイマーゴ　ボードレールの詩学』（書肆心水）
- 辰野隆 - 以下は、上記以外の研究者（旧世代）
- 佐藤朔
- 村上菊一郎
- 佐藤正彰
- 中島健蔵